# Wrabewo
Wrabewo – wieś w Bułgarii, w obwodzie Łowecz, w gminie Trojan.